# Sys Bjerre
Sys Bjerre (* 15. Mai 1985 in Vanløse, Kopenhagen) ist eine dänische Singer-Songwriterin und Fernsehmoderatorin.

## Leben
Bjerre wurde als älteste von drei Geschwistern einer Musikerfamilie geboren. Der dänische Musiker Thomas Buttenschøn entdeckte sie 2007 und nahm sie mit auf Tournee. Daraufhin erhielt sie einen Plattenvertrag mit Universal Music. Bereits die erste Single Malene konnte sich acht Wochen lang auf Platz eins der dänischen Charts behaupten, auch das Album Gør det selv erreichte den Spitzenplatz der Albumcharts. Zwischen 2008 und 2010 moderierte sie die Musiksendung Boogie auf dem öffentlich-rechtlichen Fernsehsender DR1. 2010 und 2011 trat sie bei den Zulu Awards auf.
Das 2010 erschienene, zweite Album All In kam bis auf Position 5 der dänischen Albumcharts. Die erfolgreichste Singleauskopplung war Alle mine veninder, die ebenfalls ihre höchste Platzierung auf Position 5 hatte. Anfang 2012 konnte sich die Single Sku ha gået hjem in den Top 40 platzieren.